# Мальмстин, Ингви
И́нгви Йо́ханн Ма́льмстин (/ˈʌŋweɪ ˈmɑːlmstiːn/англ. Yngwie Johann Malmsteen, при рождении Ларс Ю́хан И́нгве Ланнербэк — швед. Lars Johan Yngve Lannerbäck; 30 июня 1963, Стокгольм, Швеция) — шведско-американский гитарист-виртуоз, мультиинструменталист и композитор, стал одним из основоположников неоклассического метала, основав свою группу «Rising Force» в 1982 году. Ингви Мальмстин включён на 9 место в списке «10 величайших гитаристов по версии Time». Также Ингви является одним из популяризаторов техники «Свип».

## Биография

### 1963—1976
Ларс Ю́хан И́нгве Ланнербэк родился 30 июня 1963 года в Стокгольме, Швеция. Мальмстин был младшим ребёнком в семье. Отец Ингви был военным, а мать актрисой. Через несколько месяцев после рождения ребёнка пара развелась. Мать Ингви безуспешно пыталась привить ему любовь к музыке, подарив на пятый день рождения гитару. Ингви не проявлял к инструменту интереса. В 1970 году Мальмстин увидел по телевизору репортаж о смерти Джими Хендрикса. Ингви понравились сценические трюки Хендрикса и после этого он начал практиковать игру на инструменте. В 1974 году Ингви сменил фамилию на Мальмстен, а имя на Ингви. В 1972 году на свой девятый день рождения Ингви получил пятый альбом Deep Purple Fireball. Мальмстин начал учить каждую композицию с пластинки. Также сестра Ингви познакомила его с записями классических композиторов Антонио Вивальди, Себастьяна Баха и Никколо Паганини.

### 1978—1981
В 1978 году Ингви создаёт свою первую музыкальную группу «Powerhouse», с которой записывает демо-запись. Данное демо было официально издано в 2002 году под названием The Genesis. В 1980 году Ингви заканчивает школу, в которой у него была плохая успеваемость.

### 1982—1986
Ингви воскрешает «Powerhouse» и переименовывает её в «Rising Force». Ингви собирает новый состав музыкантов, и в 1982 году записывает ещё одну демозапись, которую безуспешно присылает различным лейблам, в том числе и CBS Records. Ингви решил снова отправить запись, но на этот раз основателю Shrapnel Records и редактору Guitar Player Майку Варни. Варни впечатлила игра Мальмстина и он предлагает ему контракт с его лейблом. Мальмстин переезжает в Лос-Анджелес и присоединяется к группе «Steeler», лидером которой был Рон Кил. Записав один студийный альбом, группа распалась, и Ингви вступает в коллектив бывшего вокалиста Rainbow Грэма Боннета Alcatrazz. В том же году выходит дебютный альбом коллектива No Parole from Rock ’n’ Roll, который добивается неплохого успеха, заняв 128 место в чарте Billboard 200, в поддержку пластинки начинается тур. В 1984 году группа выпускает концертный альбом под названием Live Sentence, который стал последней работой с участием Мальмстина. Ингви увольняют из группы из-за разногласий и в первую очередь драки с Грэмом Боннетом, Мальмстин разрывает контракт с Shrapnel. В том же году Ингви подписывает контракт с Polydor Records для записи своего первого сольного альбома. Мальмстин нанимает к себе в группу вокалиста Джеффа Скотта Сото, клавишника Йенса Йоханссона и ударника Бэрримора Барлоу. В ноябре выходит альбом Rising Force, который достигает 60 строчки чарта Billboard 200 и номинируется на премию Грэмми, некоторые издания называют Мальмстина «открытием года». После выхода альбома Ингви заменяет Барлоу братом Йенса Андерссом Йоханссоном и нанимает басиста Марселя Якоба и Мальмстин начинает запись нового альбома. В 1985 году выходит Marching Out, который превзошел успех предыдущей работы, добравшись до 9 строчки в шведских чартах, 30 в голландских и до 52 строчки чарта Billboard 200, а композиция «I Am a Viking» выходит как сингл. В том же году Ингви принимает участие в благотворительном проекте Hear 'n Aid, организованном Ронни Джеймсом Дио в помощь голодающим детям в Африке. Мальмстин увольняет Джеффа Скотта Сото и Марселя Якоба. На место вокалиста Ингви нанимает Марка Боалса, с которым начинает запись третьего альбома. В 1986 году выходит Trilogy, который занял 44 место в чарте Billboard 200 и получив положительные отзывы критиков, а через 2 года пластинка была выпущена фирмой Мелодия в СССР.

### 1987—1994
Летом 1987 года в СМИ появляется новость о том, что V12 Jaguar E-Type, за рулём которого был Мальмстин попал в автокатастрофу, а сам музыкант находится в коме. Врачам удалось спасти Ингви, но в результате аварии он повредил нервы правой руки и не мог играть более 9 месяцев. Во время лечения Ингви в Швеции умирает его мать от рака горла. Оправившись от утраты, Ингви нанимает Джо Линна Тёрнера для записи четвертого альбома. Новая работа выходит в апреле 1988 года, альбом окрестили одним из лучших выступлений Мальмстина. Также альбом стал наиболее коммерчески успешным в США, а клип на «Heaven Tonight» часто транслировался на музыкальных каналах. В поддержку альбома начался тур, во время которого группа Мальмстина приехала в СССР и дала 11 концертов в Москве и 9 в Ленинграде. В 1989 году выходит первый концертный альбом Trial By Fire: Live in Leningrad, который получил противоречивые отзывы, а через несколько месяцев после тура из группы были уволены Йенс и Андерс Йоханссон, Джо Линн Тёрнер и Барри Донуэй. Для записи следующего альбома Ингви пришлось набирать состав из новых музыкантов Горана Эдмана, Сванте Хенрисона, Мэтса Олассона и Михаэля Ван Кнорринга. В 1990 году вышел Eclipse, который не повторил успеха предыдущей работы. Продажи в США были разочаровывающими для лейбла Polydor Records и они разрывают контракт с Ингви.

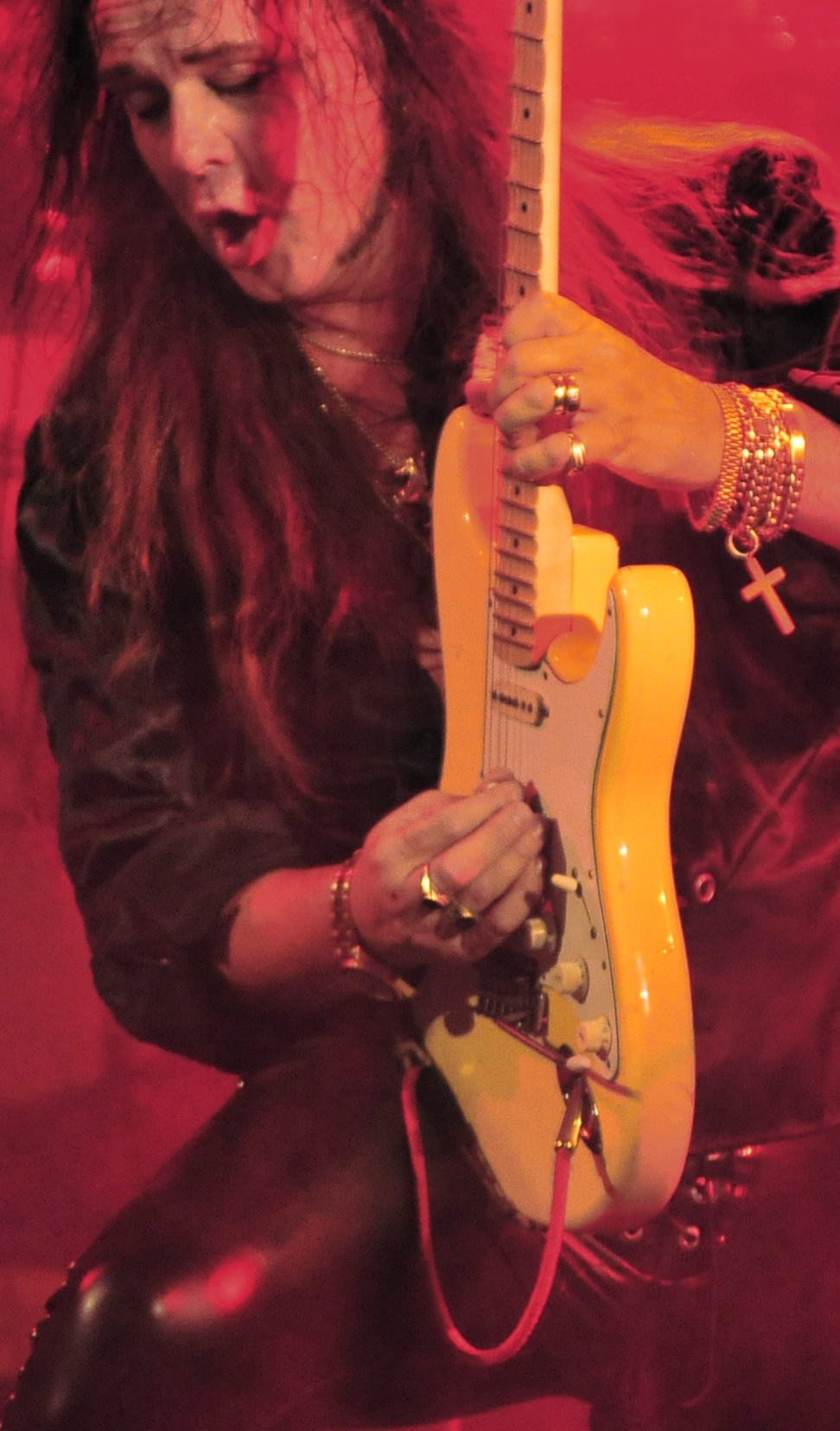

Началась череда неприятностей. В августе 1992 года ураган Эндрю прошёлся по Майами, принеся значительные разрушения. Сильно пострадал и дом музыканта. В январе 1993 года Найджел Томас, продюсер Ингви Мальмстина, с которым он работал последние 4 года, умирает от сердечного приступа. В марте Elektra требует от музыканта новых работ, а потом и вовсе разрывает с Ингви контракт, в июле Ингви ломает правую руку, а в августе его арестовывают по подозрению в похищении собственной подруги. Через месяц все обвинения против него были сняты, а в октябре он начинает лечение правой руки. Японский лейбл звукозаписи Pony Canyon подписывает с Ингви контракт на запись пластинки. Для записи нового альбома Ингви собирает новых музыкантов: солиста Майкла Вескеру (ex-Loudness), ударника Майка Террану (ex-Tony McAlpine), клавишника Мэтс Олассона. Партии бас-гитары Ингви записывает самостоятельно. Для тура в поддержку альбома Ингви нанимает бас-гитариста Барри Спаркса. 18 февраля 1994 года в Японии выходит седьмой студийный альбом Ингви «The Seventh Sign». Критики сравнивают альбом с альбомом 1985 года Marching Out. «The Seventh Sign» достигает первого места в международных чартах и становится платиновым в Японии. Music For Nations покупает права на продажу альбома на территории Европы и Азии и начинает активно заниматься промоушеном альбома.
Тур в поддержку альбома начался в марте, а закончился в ноябре 1994 года.

### 1995—2021

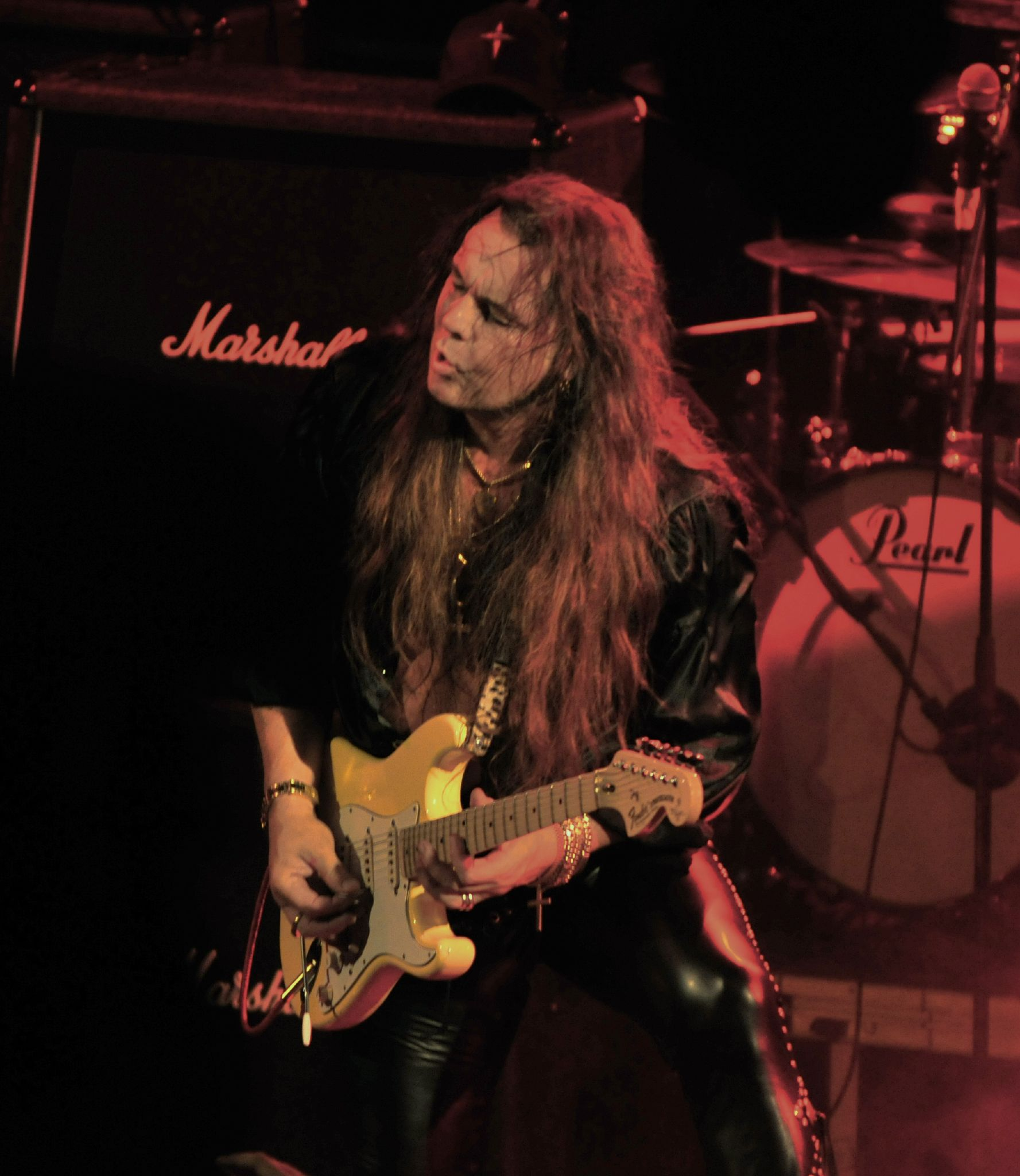

В конце 1995 года группа Мальмстина возвращается в США и в начале января 1996 года Ингви собирает в своей личной студии Джо Линна Тёрнера, Джефа Скотта Сото, Дэвида Розенталя, Марселя Джэйкоба и Марка Боалса для работы над новой пластинкой. Ингви хотел записать кавер-версии песен, на которых он вырос. В их числе песни Deep Purple, Rainbow, U.K., Kansas, Scorpions, Rush и Jimi Hendrix. В середине апреля появляется альбом «Inspiration». Обложку пластинки нарисовал японский художник Asari Yoda. Состав группы для тура состоял из: клавишника Мэтса Олаусона, басиста Барри Данэвэя, вокалиста Марк Боалса и ударника Томми Олдриджа, игравший с Ozzy Osbourne, Whitesnake и Pat Travers Band. Тур по Южной Америке имел большой успех.
Следующий альбом Мальмстина стал полностью неоклассическим и назывался «Concerto Suite for Electric Guitar and Orchestra in Eb minor, Op. 1». В июне 1997 года Ингви прилетает в Прагу, для того чтобы записать пластинку с Чешским филармоническим оркестром. Пластинка была готова за три дня. Альбом вышел только в 1998 году, критики и фанаты оценили его благосклонно.
В 1997 году был издан студийный альбом «Facing the Animal», в записи которого принял участие ударник Кози Пауэлл, для которого он оказался последней работой. Альбом получил очень высокие отзывы критиков и почитателей.

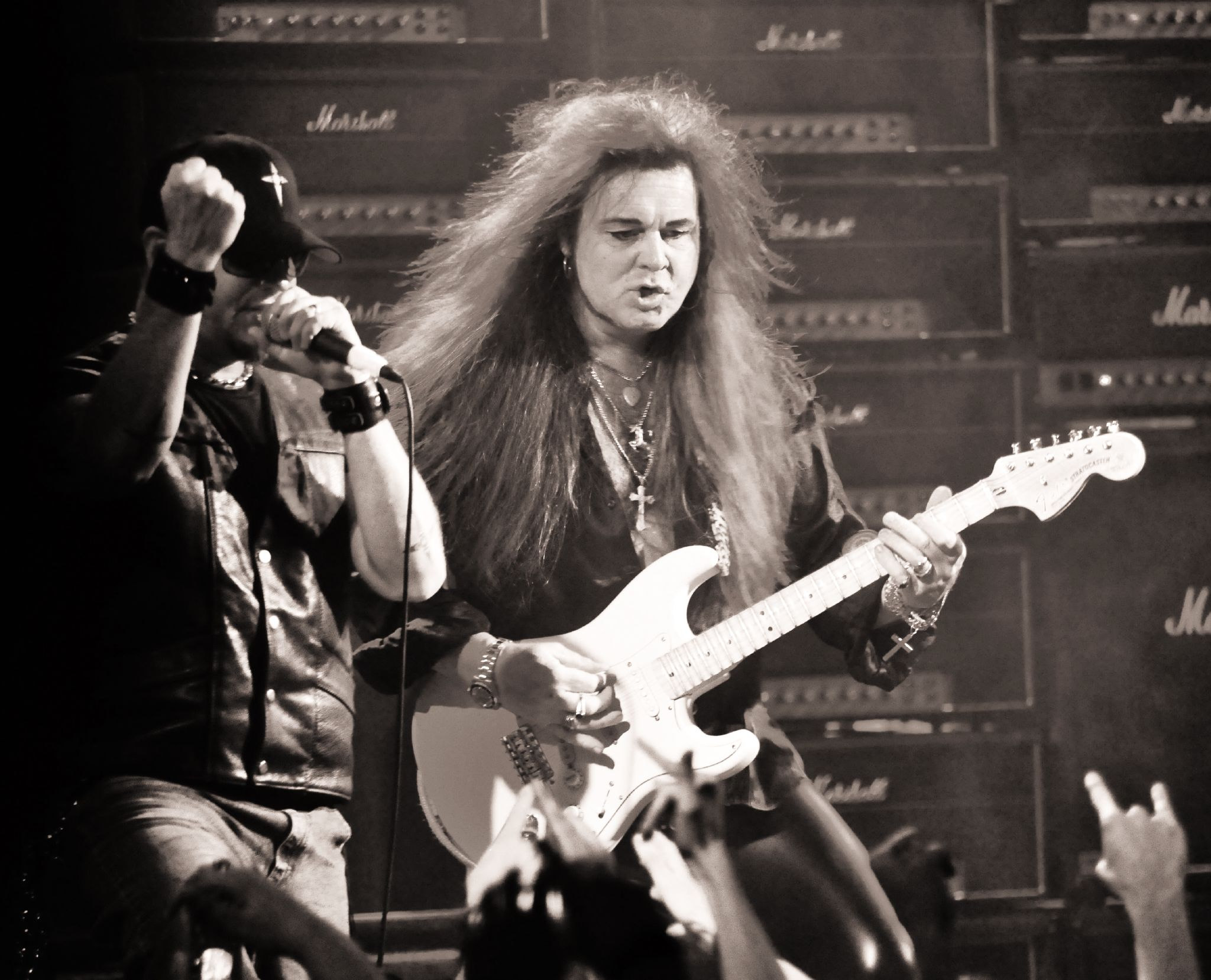
Риппер и Мальмстин в Барселоне (2005)

6 марта 1998 года у Мальмстина родился сын Антонио. Во время тура в автокатастрофе погибает Кози Пауэлл. Мальмстин нанял Йонаса Остмэна для завершения тура, который проходил по Японии, Южной Америке, Европе и Великобритании. Во время концерта в Бразилии был записан видеофильм «Yngwie Malmsteen LIVE!!». Турне по США и Канаде пришлось отменить из-за плохой рекламы и низкого интереса звукозаписывающих компаний, которых больше интересовала сделка по продаже Mercury/Polygram компании Seagram.
В 1999 году Мальмстин выпустил альбом «Alchemy», а в 2000-м — «War to End All Wars» под маркой лейбла Canyon International.
В конце 2012 года вышел альбом Spellbound, тур в поддержку которого был назначен на апрель-июнь 2013. В 2014 был выпущен концертный альбом.
В феврале 2015 года Мальмстин объявил о работе над новым альбомом, который вышел в 2016 под названием World on Fire. В 2018 Ингви заключает контракт с независимым лейблом Mascot Records и в марте 2019 выпускает альбом Blue Lightning. В мае 2021 Ингви анонсировал альбом Parabellum, выпустив текстовое видео на композицию «Wolves at the Door».

## Личная жизнь
С 1991 по 1992 год Ингви был женат на шведской поп-певице Эрике Норберг, для которой также записал гитарные партии в композиции «Emergency» с дебютного альбома 1990 года Cold Winter Night. Но брак с Эрикой не был успешен, и Ингви женится на Эмбер Даун Лэндин, с которой состоял в браке с 1993 по 1998 годы. После расставания с Эмбер, в 1999 году Ингви женится на Эйприл Мальмстин, от которой у музыканта в 1998 родился сын Антонио, которого назвал в честь Антонио Вивальди. Сейчас семья проживает в Майами, Флорида.
До аварии в 1987 году Ингви был владельцем автомобиля Jaguar E-Type V12 Roadster белой раскраски. Но после того как он оправился от травмы нервов правой руки, он решил отказаться от марки Jaguar и пересесть на Ferrari. Первым автомобилем данной марки в гараже музыканта стал Ferrari 308 GTS, который Мальмстин продал через 24 года на eBay. Также Ингви владеет двумя 350 F1 и 250 GTO.
В 2005 году Мальмстин дал интервью журналу Guitar Player. В нём Ингви обсуждал своё поведение, которое часто подвергалось осуждению и насмешкам. Гитарист сказал:
Я, наверное, сделал больше ошибок, чем кто-либо другой. Но я не зацикливаюсь на них. Я не ожидаю, что люди поймут меня, потому что я довольно сложен, и я мыслю нестандартно во всем, что делаю. Я всегда выбирал неизведанный путь. Очевидно, что у людей есть свое мнение, но я не могу слишком увлекаться этим, потому что я знаю, что Я могу и знаю, что я за человек. И я не контролирую, что кто-либо говорит обо мне. Вернувшись в Швецию, я «Мистер Личность» в таблоидах, но, очевидно, я не могу воспринимать это всерьез. в глубине души знаю, что если я сделаю все, что в моих силах, может быть, лет через десять люди повернутся и скажут: «Он был не так уж плох».

## Гитары и оборудование

### Подписной Fender Stratocaster Мальмстина
Ингви является давним пользователем гитар Fender Stratocaster со звукоснимателями DiMarzio HS3 с одной катушкой, для игры на большой громкости без шумов. Одной из самых известных гитар Ингви является Stratocaster 1972 года, которую сам Мальмстин назвал «Уткой» из-за жёлтого цвета корпуса и наклеек с Дональдом Даком на грифе. Также эту гитару называют «Play Loud» из-за наклейки на рогу инструмента, её наклеил Андерс Йоханссон в студии Rockshire. По словам самого Ингви он приехал в США именно с этой гитарой и играл на ней в первое время. C 1986 года Fender начали выпускать гитары YJM Stratocaster, которые были сделаны специально для Мальмстина. Данная серия гитар выпускается с цветом «Vintage White» и грифом из клёна или палисандра с зубчатыми ладами, а с 2010 года инструменты выпускаются со звукоснимателями Seymour Duncan STK-S10 YJM «Fury».

### Усилители
У Ингви есть фирменный усилитель YJM 100 Marshall, который основан на линейке «1959». Мальмстин предпочитает 50-ваттные усилители Marshall с металлическим корпусом 1987 года выпуска. Также Ингви владеет кабинетом Celestion G12T-75. Ингви использует педали овердрайва, которую он использует для нажатия на переднюю часть усилителей. Также у него есть фирменная Fender Yngwie Malmsteen Overdrive, которая основана на DOD Overdrive / Preamp 250. DOD сделало фирменную версию DOD-250 для Мальмстина, названную YJM-308 (в честь его любимой модели Ferrari).

## Состав группы

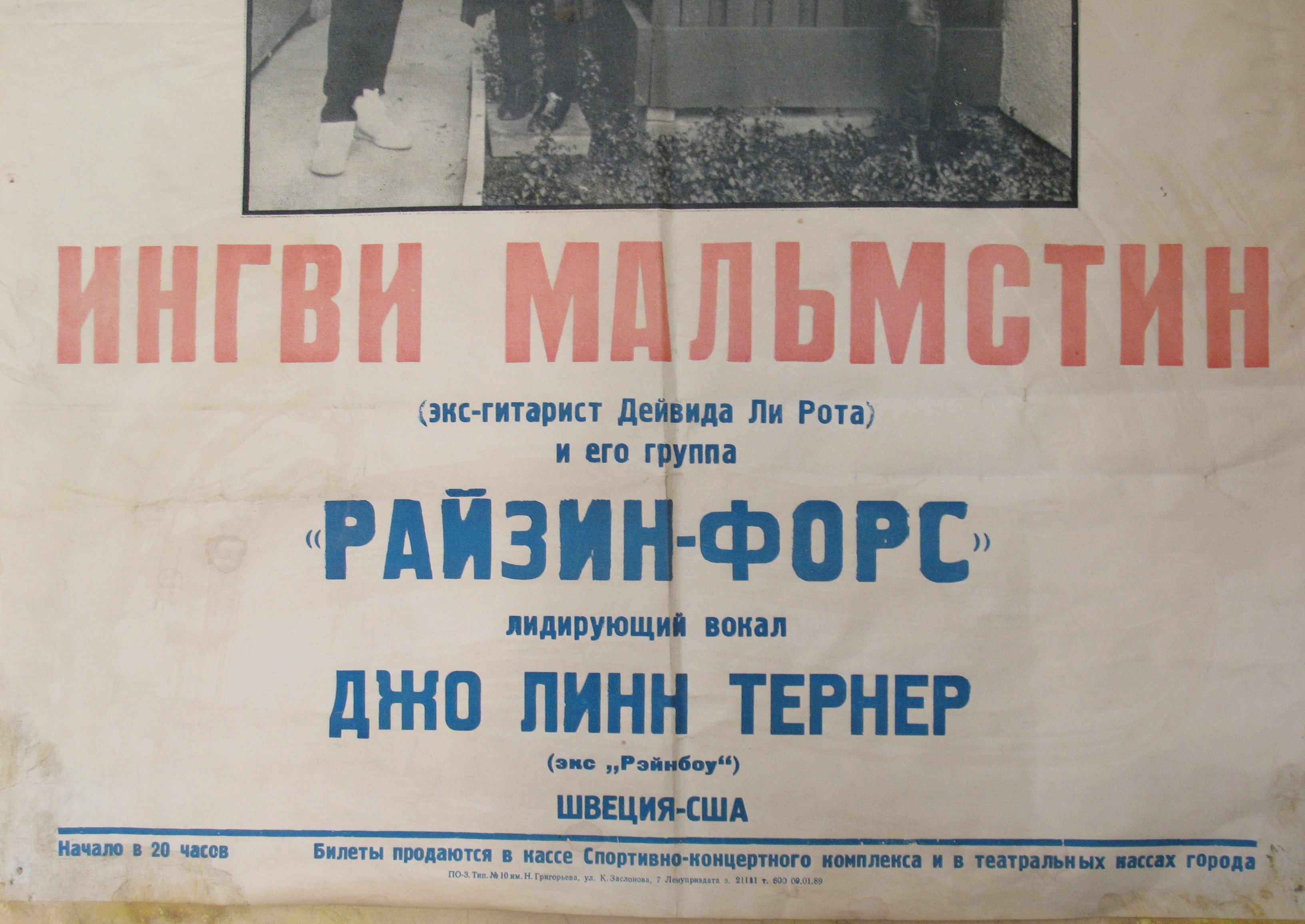
Афиша концертов Мальмстина в Ленинграде, 1989

## Дискография

### Steeler
| Дата выхода альбома | Название | Лейбл    | Позиции в чартах | Продажи в США |
| 1983                | Steeler  | Shrapnel |                  |               |

### Alcatrazz
| Дата выхода альбома | Название                    | Лейбл   | Позиции в чартах | Продажи в США |
| 1983                | No Parole from Rock N' Roll | Polydor | 128              |               |

### Solo[49]
| Дата выхода альбома | Название                                                                 | Лейбл                     | Позиции в чартах | Продажи в США |
| Ноябрь 1984         | Rising Force                                                             | Polydor                   | 60               | Золотой       |
| 30 Сентября 1985    | Marching Out                                                             | Polydor                   | 54               |               |
| 4 Ноября 1986       | Trilogy                                                                  | Polydor                   | 44               |               |
| 8 Апреля 1988       | Odyssey                                                                  | Polydor                   | 40               |               |
| 11 Апреля 1990      | Eclipse                                                                  | Polydor                   | 112              |               |
| 7 Января 1992       | Fire & Ice                                                               | Elektra                   | 121              |               |
| 9 Мая 1994          | The Seventh Sign                                                         | Pony Canyon               |                  |               |
| 21 Октября 1994     | I Cant Wait                                                              | Pony Canyon               |                  |               |
| 17 Октября 1995     | Magnum Opus                                                              | Pony Canyon               |                  |               |
| 14 Октября 1996     | Inspiration                                                              | Pony Canyon               |                  |               |
| 23 Февраля 1997     | Facing the Animal                                                        | Pony Canyon               |                  |               |
| 4 Февраля 1998      | Concerto Suite for Electric Guitar and Orchestra in E flat minor, Opus 1 | Pony Canyon               |                  |               |
| 23 Ноября 1999      | Alchemy                                                                  | Pony Canyon               |                  |               |
| 7 Ноября 2000       | War to End All Wars                                                      | Pony Canyon               |                  |               |
| 15 Октября 2002     | Attack!!                                                                 | Pony Canyon               |                  |               |
| 23 Февраля 2005     | Unleash the Fury                                                         | Universal Music           |                  |               |
| 13 Октября 2008     | Perpetual Flame                                                          | Rising Force Records      |                  |               |
| 10 Марта 2009       | Angels Of Love                                                           | Rising Force Records      |                  |               |
| 23 Ноября 2010      | Relentless                                                               | Rising Force Records      |                  |               |
| 5 декабря 2012      | Spellbound                                                               | Rising Force Records      |                  |               |
| 1 Июня 2016         | World on Fire                                                            | Rising Force Records      |                  |               |
| 29 марта 2019       | Blue Lightning                                                           | Mascot Label Group        |                  |               |
| 23 июля 2021        | Parabellum                                                               | Music Theories Recordings |                  |               |

## Состав группы[73]

### Текущий состав
- Ингви Мальмстин — гитары, вокал (1978—1982; 1984—наши дни)
- Ник Марино — клавишные, бэк-вокал (2005—2006; 2017—наши дни)
- Эмилио Мартинес — бас, бэк-вокал (2017—наши дни)
- Брайан Уилсон — ударные (2018—наши дни)

### Бывшие Участники
- Йенс Йоханссон — клавишные (1984—1989)
- Джефф Скотт Сото — вокал (1984—1985; 1986—1987; 1996—1997)
- Бэрримор Барлоу — ударные (1984)
- Андерс Йоханссон — ударные (1984—1989)
- Марсель Джейкоб — бас (1984—1985; умер 2009)
- Уолли Уосс — бас (1985—1987; умер 1992)
- Марк Боалс — вокал (1985—1986; 1996; 1999—2000; 2001)
- Марк Уэитз — вокал (1987)
- Джо Линн Тёрнер — вокал (1987—1989)
- Барри Донуэй — бас, бэк-вокал (1987—1989; 1992; 1996—1999)
- Матс Олассон — клавишные, бэк-вокал (1989—2001; умер 2015)
- Горан Эдман — вокал (1989—1992)
- Свэн Хенрисон — бас, бэк-вокал, контрабас, виолончель (1989—1992)
- Майкл Ван Кнорринг — ударные (1989—1990)
- Пэт Барнакл — ударные (1990)
- Бо Уэрнер — ударные, бэк-вокал (1990—1992)
- Майкл Вескера — вокал (1993—1996)
- Барри Спаркс — бас, бэк-вокал (1993—1996)
- Майк Террана — ударные, бэк-вокал (1993—1994)
- Би Джей Зампа — ударные (1994)
- Шэйн Гаалаас — ударные (1994—1996)
- Томми Олдридж — ударные (1996)
- Матс Левен — вокал (1996—1999)
- Кози Пауэлл — ударные (1997—1998; умер 1998)
- Джонас Остман — ударные (1998)
- Джон Макалусо — ударные (1999—2001)
- Рэнди Коуэн — бас (1999—2001; умер 2015)
- Йорн Ланде — вокал (2000—2001)
- Тим Донахью — ударные (2001)
- Патрик Йоханссон — ударные (2001—2015)
- Дуги Уайт — вокал (2001—2008)
- Мик Цервино — бас (2001—2004; 2005—2007)
- Дерек Шеринян — клавишные (2001—2002; 2006—2007)
- Джоаким Свалберг — клавишные (2002—2005)
- Руди Сарзо — бас (2004)
- Тим Оуэнс — вокал (2008—2012)
- Майкл Трой — клавишные (2008—2009)
- Бьорн Энглен — бас (2008—2012)
- Марк Эллис — ударные (2015—2018)